# Przyłęczek
Przyłęczek – wieś w Polsce, położona w województwie świętokrzyskim, w powiecie jędrzejowskim, w gminie Wodzisław.
| SIMC    | Nazwa      | Rodzaj    |
| ------- | ---------- | --------- |
| 0279522 | Kozia Góra | część wsi |
| 0279539 | Nowa Wieś  | część wsi |

Do 1945 r. w Przyłęczku mieszkała rodzina ziemiańska Kowerskich. Od połowy listopada 1944 do stycznia 1945 r. w dworze Kowerskich kwaterował sztab skadrowanego 2 pułku piechoty Legionów AK z kpt. cc. Eugeniuszem Kaszyńskim „Nurtem” i por. Stanisławem Pałacem „Mariańskim”.
W latach 1975–1998 miejscowość administracyjnie należała do województwa kieleckiego.
W miejscowości działało Państwowe Gospodarstwo Rolne Przyłęczek.